# Italo-marocchini
Gli italo-marocchini costituiscono una comunità formatasi in Marocco a partire dal XIX secolo.

## Storia

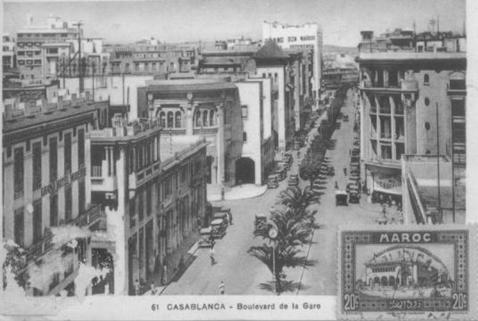
Il quartiere Maarif a Casablanca, dove è concentrata la gran parte della comunità italo-marocchina

I primi italiani a emigrare in Marocco furono siciliani provenienti dalla Tunisia nella seconda metà del XIX secolo. La comunità italiana conobbe uno sviluppo notevole soprattutto ai tempi del Marocco francese; già nel censimento del 1913 vennero registrati circa 3500 italiani, quasi tutti concentrati a Casablanca. Gli italiani si dedicavano principalmente al commercio e all'edilizia. Altra importante comunità si costituì nella Zona internazionale di Tangeri, come testimonia la presenza di una scuola italiana. Negli anni 1930 gli italo-marocchini, quasi tutti di origine siciliana, erano oltre 20000 e abitavano prevalentemente il quartiere Maarif di Casablanca, conosciuto ai tempi anche come Petite Italie; oltre il 60% degli abitanti del quartiere erano italiani. In quegli anni opere importanti, esistenti, furono progettate e realizzate dalle imprese edili dirette da italiani in ambito industriale ed architettonico, edifici, cinema ed opere pubbliche come il porto di Mohammedia. Nei primi anni 1950 vi fu una piccola ripresa dell'emigrazione italiana, che fece di nuovo crescere la comunità, scesa a meno di 10000 italiani nel 1945, anche per via del fatto che numerosi italo-marocchini acquisirono la cittadinanza francese per potersi meglio integrare tra i colonizzatori. Nel 1955 si contavano circa 18000 italo-marocchini, quasi tutti a Casablanca.
In seguito all'indipendenza del Paese la gran parte della comunità abbandonò il Marocco. La comunità è ripresa a crescere dagli anni 1970 e 1980 con l'arrivo di tecnici industriali, manager del turismo e della cooperazione internazionale, ma rimane molto limitata. Da segnalare è la presenza di una comunità di quasi 300 italiani residenti a Marrakesh dagli anni 1990, dove hanno avviato con successo attività collegate all'industria del turismo italiano e internazionale.
Nel 2007 erano 1628 i cittadini italiani residenti in Marocco, secondo fonti governative dello Stato italiano. Solo la metà di questi discende dalla comunità dell'epoca coloniale, essendo numerosa la presenza di tecnici e dirigenti di ditte italiane operanti nel Marocco contemporaneo.

## Cultura
Vi sono alcune associazioni italiane in Marocco, concentrate a Casablanca ma anche presenti a Marrakesh) e Tangeri. Tra le più importanti si annoverano il Circolo degli Italiani di Casablanca, fondato nel 1932 e specializzato nel settore sportivo, la Dante Alighieri e la Scuola italiana di Casablanca.
Gli italo-marocchini sono prevalentemente cattolici e appartengono all'arcidiocesi di Rabat. Hanno come chiese principali quella di Anfa-Maarif, nel quartiere storico degli italiani di Casablanca, e quella di Cristo Re.